# Monticello Conte Otto
Monticello Conte Otto là một đô thị tại tỉnh Vicenza ở vùng Veneto, Ý.
Đô thị này có diện tích 10 km2, dân số là 9082 người (thời điểm 28 tháng 2 năm 2007). Công trình nổi bật chính là Villa Valmarana Bressan, của Andrea Palladio.